# Tomáš Kučera (combiné nordique)
Tomáš Kučera (né le 8 août 1948 à Jablonec nad Nisou) est un coureur tchécoslovaque du combiné nordique. Il est le père de Milan Kučera.

## Palmarès

### Jeux olympiques
| Épreuve / Édition | Grenoble 1968 | Sapporo 1972 |
| Individuel        | 4e            | 6e           |